# Duração (Bergson)

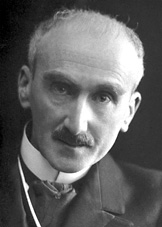
Henri Bergson em 1927.

Duração na obra do filósofo francês Henri Bergson é o correr do tempo uno e interpenetrado. Os momentos temporais somados uns aos outros formam um todo indivisível. Opõe-se ao tempo físico ou sucessão que é passível de ser calculado e analisado. O tempo vivido é incompreensível para a inteligência lógica por ser qualitativo, enquanto o tempo físico é quantitativo. Tempo e espaço não pertencem, portanto, a mesma natureza. 
A duração, não sendo compreendida através da inteligência lógica, também não pode, por consequência, ser entendida linearmente como sucessão, visto que não há como calcular ou analisar o tempo vivido qualitativo. Se não há como esmiuçar a duração percebida pelo espírito, também não há como prever os momentos temporais da experiência vivida, apenas da experiência física que se repete facilmente, logo, a duração do tempo vivido e experimentado pelo espírito é imprevisível, novidade incessante. A duração pode ser entendida como uma experiência metafísica.